# Daniel Nussbaumer
Daniel Nussbaumer (* 29. November 1999) ist ein österreichischer Fußballspieler.

## Karriere

### Verein
Nussbaumer begann seine Karriere beim FC Langenegg. 2013 kam er in die AKA Vorarlberg. 2015 wurde er Kooperationsspieler beim SCR Altach.
Nachdem er im April 2016 erstmals im Bundesligakader gestanden war, debütierte er im Mai 2016 für die Amateure der Altacher, als er am 27. Spieltag der Saison 2015/16 gegen den USK Anif in der Startelf stand.
Im Mai 2017 gab er schließlich auch sein Debüt für die Profis von Altach in der Bundesliga, als er am 36. Spieltag der Saison 2016/17 gegen den FC Red Bull Salzburg in der Nachspielzeit für Valentino Müller eingewechselt wurde.
Zur Saison 2018/19 wechselte er nach Deutschland zur viertklassigen Zweitmannschaft des VfB Stuttgart, bei dem er einen bis Juni 2020 laufenden Vertrag erhielt. Nach einer Saison bei Stuttgart kehrte er zur Saison 2019/20 nach Altach zurück, wo er einen bis Juni 2021 laufenden Vertrag erhielt. Während seines zweiten Engagements in Altach kam der Angreifer zu 47 Bundesligaeinsätzen, in denen er acht Tore erzielte, zudem spielte er 14 Mal für die Amateure der Altacher.
Im August 2021 wechselte Nussbaumer nach Portugal zum Zweitligisten Académico de Viseu FC. In Viseu kam er insgesamt zu 35 Einsätzen in der Segunda Liga, in denen er neunmal traf. Im Jänner 2025 löste er seinen Vertrag beim Klub auf. Im Anschluss daran kehrte er nach Österreich zurück und wechselte zu Zweitligist Admira Wacker. Für die Admira absolvierte er 14 Spiele in der 2. Liga, in denen er dreimal traf. Nach der Saison 2024/25 verließ er den Verein wieder.
Zur Saison 2025/26 wechselte er daraufhin zu Ligakonkurrent Schwarz-Weiß Bregenz, bei dem er einen bis 2026 laufenden Vertrag erhielt.

### Nationalmannschaft
Nussbaumer debütierte im November 2020 gegen die Türkei für die österreichische U-21-Auswahl.

## Persönliches
Sein Cousin Lars (* 2001) ist ebenfalls Fußballspieler.